# Malalts de tele
Malalts de tele va ser un programa d'humor de TV3 presentat per Toni Soler i emès en directe des d'un plató amb públic. Es va iniciar el 1997. Juntament amb Rosa Andreu representen un matrimoni "malalt" per la tele i així repassen, amb ironia, l'actualitat televisiva. S'hi inclouen reculls de gags, pífies i muntatges graciosos elaborats amb imatges d'arxiu. Albert Om, com a cosí, col·labora en una secció fixa, "Altres límits", en què es mostren i es comenten fragments d'emissions d'altres televisions. A partir del gener de 1998 apareixen noves seccions com "Miscel·lània", on Toni Soler, Albert Om i Rosa Andreu comenten les novetats de la programació de les televisions de l'Estat espanyol; "El Museu dels horrors" on els espectadors envien fragments de programes de televisió que ja no s'emeten o imatges insòlites no actuals, i "El Reporter", amb Carles Torras. Va acabar el juny de 2000. Carles Capdevila va ser-ne sotsdirector.
El 3 de març de 1999 el programa va emetre L'Entrevista del Mil·lenni una entrevista amb l'actor Pepe Rubianes durant 9 hores seguides, amb la participació de diversos convidats i actuacions musicals a plató.
El programa va rebre el premi Ondas al programa més innovador el 1998.